# 강릉 올림픽 선수촌 및 미디어촌
강릉 선수촌 및 미디어촌(Gangneung Olympic and Media Village)은 2018 동계 올림픽 빙상 종목에 참가하는 국가대표 선수들과 각국의 기자들을 수용하기 위하여 건립된다. 한국토지주택공사가 조성한 강릉시 유천택지 지구 내에 2017년까지 건설되었다. 
선수촌은 총 922세대의 8개동이며, 지상 22층 ~ 25층으로 구성되어 있으며 미디어촌은 5단지는 1,054세대의 5개동, 6단지는 1,144세대의 13개동, 7단지는 363세대의 5개동, 총 2,561세대의 23개동이며, 지상 16층 ~ 25층으로 구성되어 있다.
대회가 끝난 후에는 일반인들에게 공급되어, 현재 'LH 선수촌/미디어촌 아파트'로 명칭이 변경되었다.